# Я
Я, я (название: я) — буква большинства славянских кириллических алфавитов; 30-я в болгарском, 32-я в белорусском, 33-я в русском и украинском, во всех четырёх последняя (в украинском с 1990 года, до этого в конце стоял мягкий знак); из сербского исключена в середине XIX века, в македонский, построенный по образцу нового сербского, не вводилась. Используется также в большинстве кириллических письменностей неславянских языков. В церковнославянской азбуке также называется «я», но выглядит двояко:  и , так как объединяет две различные старославянские буквы, известные под условными наименованиями «юс малый» и «А йотированное», у которых очень давно совпало звуковое значение и осталась лишь формально-орфографическая разница (см. ниже). В церковнославянской азбуке эта двоякая буква «я» обычно считается 34-й по порядку (порой, впрочем, два начертания разносят, ставя Ꙗ (IA) непосредственно перед Ѧ; а иногда между ними вставляют ещё что-нибудь, вроде одного из вариантов буквы О или Ѡ), в ст.-сл. кириллической азбуке Ѧ занимает 36-е место, а Ꙗ (IA) — 34-е; в глаголице же существует только Ѧ (выглядит как  и стоит на 35-м месте). Обычно говорят, что ни один из упомянутых знаков числового значения не имеет, хотя кириллическое Ѧ иногда использовалось для обозначения числа 900, будучи похожим на архаическую (не входящую в классический греческий алфавит) древнегреческую букву сампи (Ϡ), имеющую то же числовое значение. Форма современной буквы Я, похожая на зеркальное отображение латинской буквы R, воспроизводит курсивное начертание буквы Ѧ, распространившееся уже в середине XVI века (при беглом начертании этой буквы постепенно исчезла левая ножка, а вся фигура несколько повернулась по часовой стрелке; лигатурное же Ꙗ (IA) выглядело близко к нынешнему рукописному а c с-образным хвостиком сверху). В таком виде она была закреплена при введении гражданского шрифта в 1708 году и с тех пор практически не изменилась.

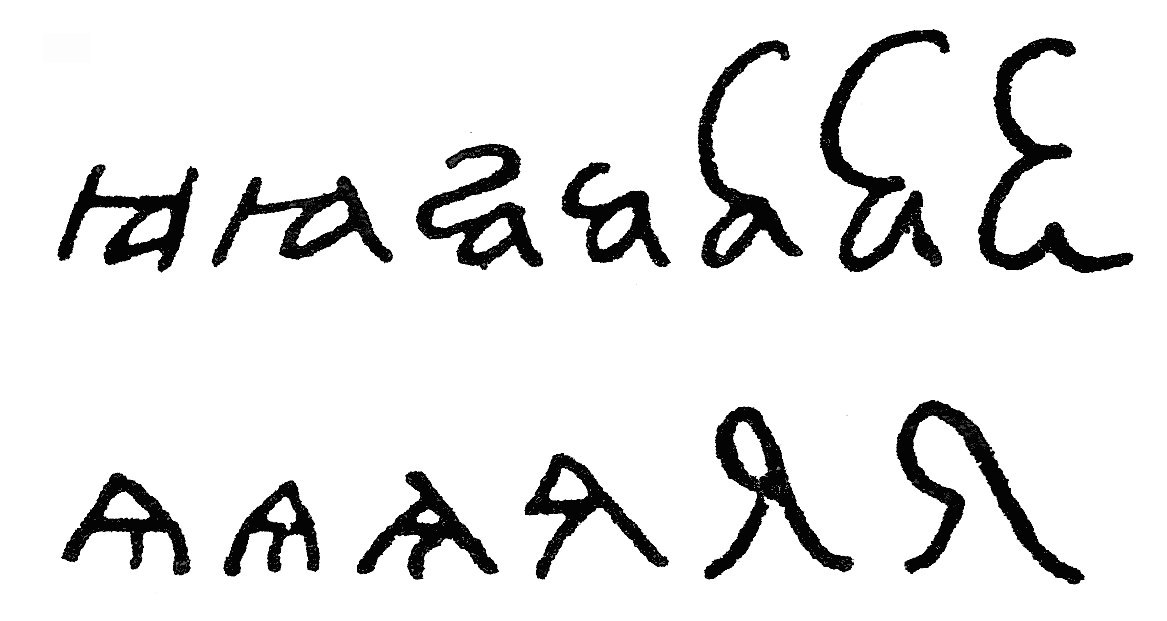
Вверху: развитие рукописного Ꙗ
Внизу: развитие рукописного Ѧ

## Использование

### Русский язык
В ударном положении обозначает:
- в начале слова, после гласных букв и разделительных знаков — пару звуков [ja];
- после согласных — их смягчение (если оно возможно) и звук [а].

В безударном положении практически совпадает со звуками, изображаемыми буквами Е и И (формы вроде во́ля — во́ле — во́ли произносятся почти одинаково и различаются лишь на письме), реже Ё (в безударном положении, возможном в заимствованиях: сёгуна́т), а в разговорной речи ещё и Ю (чаще всего в глагольных окончаниях и суффиксах причастий: кле́ят — бле́ют, кле́ящий — бле́ющий).
После шипящих ж, ш, ч, щ, гортанных г, к, х, а также после ц не используется, за исключением иноязычных имен и названий, большей частью возникая лишь в результате формальной транскрипции (Джяковица, Мкртчян, Шяуляй, Аникщяй; гяур, Кяхта, Пюхяярви; хуацяо и т. п.).

### Церковнославянский язык
Правила церковнославянского языка русского извода требуют использовать начертание Ꙗ в начале слов, а собственно Ѧ — в середине и в конце, за следующими двумя исключениями:
- личное местоимение ѧ҆̀ (= их, 3-е лицо вин. пад. множ. и двойств. числа) пишется через Ѧ (но образованное от него относительное местоимение ꙗ҆́же (= которая, которые, которых) — через Ꙗ;
- слово ѧ҆зы́къ и производные от него пишутся различно в зависимости от смысла: через Ѧ пишутся орган речи и средство общения, народ же («наше́ствїе га́ллѡвъ и҆ съ ни́ми двꙋна́десѧти ꙗ҆зы̑къ») — через Ꙗ.

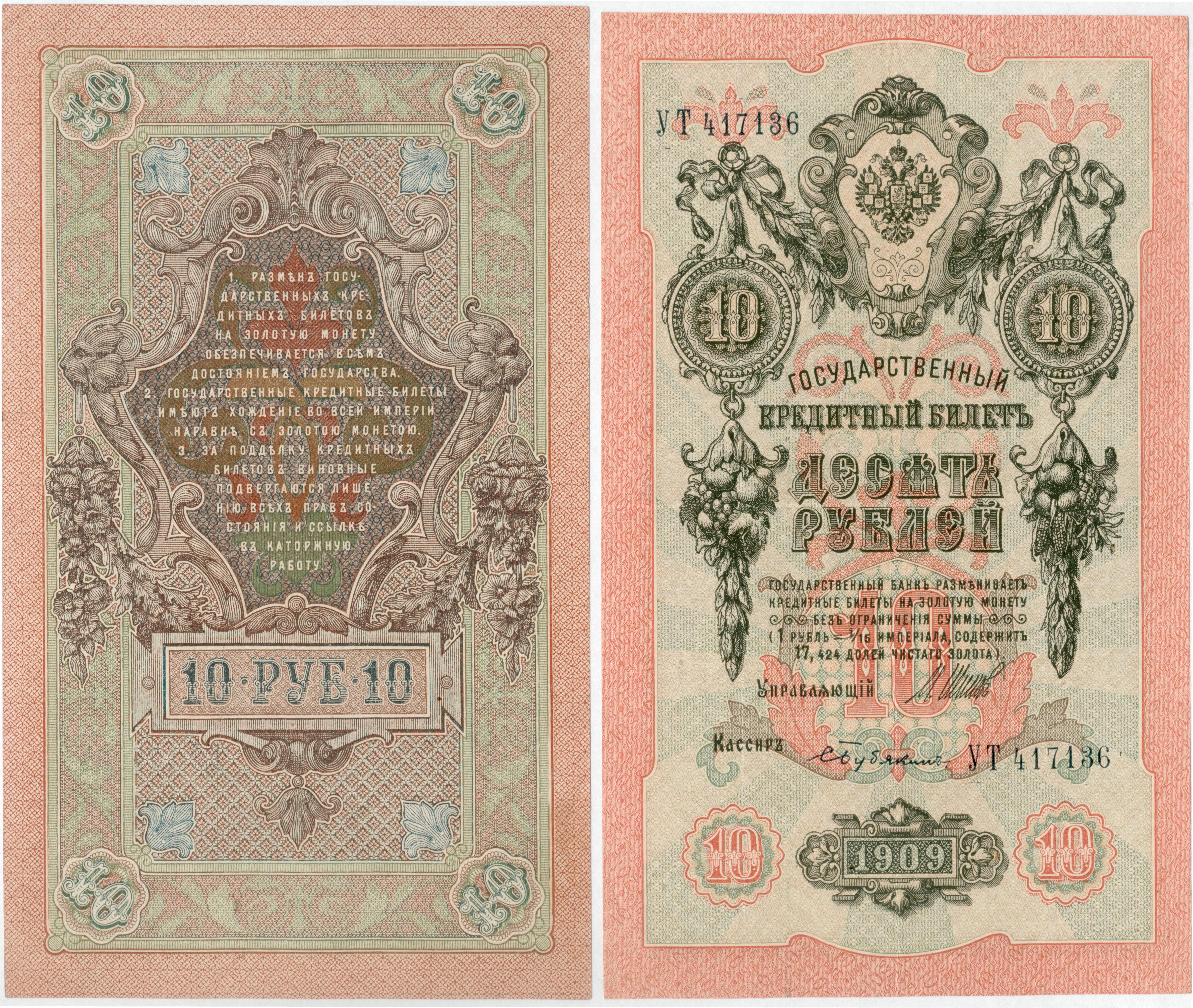
Дореволюционная купюра 10 рублей. Буква Я в словах «десять» и «управляющій» изображена в виде малого юса

Церковнославянской орфографией иногда пользовались и при печати текстов на других языках — например, русском и сербском; в этом случае местоимение 1-го лица ꙗ҆̀ (в собственно церковнославянском языке не существующее, ему соответствует а҆́зъ) по общему правилу передавалось начертанием Ꙗ.
В отличие от русского языка, буква Ѧ иногда пишется в церковнославянском после шипящих (хотя читается в этом случае так же, как буква А). Основные случаи её использования в такой позиции таковы:
- в окончаниях местоимений, причастий, прилагательных и существительных указывает на формы множественного числа: дщѝ на́ша (наша дочь) — дщєрѝ на́шѧ (наши дочери);
- в суффиксе кратких действительных причастий настоящего времени (им. падеж ед. числа мужского и среднего рода) иногда может использоваться для снятия омонимии с формами аориста: слы́шѧ (слыша) — слы́ша (ты / он слышал, аорист от слы́шати; они слыли, аорист от слы́ти), но часто пишется и без необходимости, например в полной форме слы́шѧй (слышащий), ни с чем не омонимичной.

До XVII века (иногда и позже) на Руси использовались и другие орфографические системы: в частности, Ꙗ могли ставить в начале слов и после гласных, а Ѧ — после согласных.

### Украинский язык

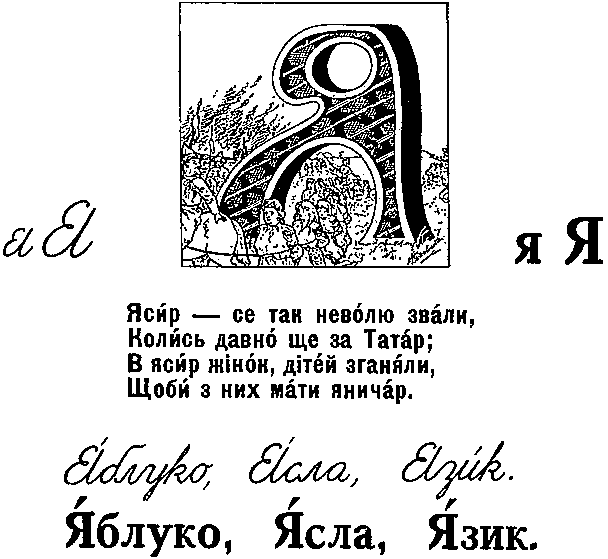
Часть страницы из украинского эмигрантского букваря.

В украинском языке, в отличие от русского, вполне обычно мягкое сочетание ця: цяця (цаца), цятка (точка, крапинка, капелька), цямкати (чавкать), вулиця (улица) и др.
Устаревшая форма рукописного украинского я, напоминающая слитное внизу «ɛı», происходит от лигатуры Ꙗ.

### Болгарский язык
Я — последняя буква болгарского алфавита. Она заимствована из русского гражданского шрифта и является в графическом отношении (а с точки зрения русского языка — и в фонетическом) наследником малого юса Ѧ. С точки зрения болгарского языка это положение неправильно, потому что фонетическое развитие малого юса в болгарском языке дало звук [e]. В настоящее время Я в болгарском пишется вместо исторического йотированного «а», вместо Ѣ в словах с «якавым» произношением, а также в исключениях с фонетическим значением [jə] в некоторых глагольных окончаниях, где исторически стоял йотированный большой юс (ѭ). Я имеет фонетическое значение [jə] и в короткой и в полной спрягаемой форме существительного мужского рода: учителя, учителят — [учителйъ], [учителйът].

### Македонский язык
В современном македонском алфавите не используется. Вместо буквы Я используется буквосочетание ја.

### Сербский язык
Буква Я исчезла в сербском языке в середине XIX века. Букву Я заменило буквосочетание ја. Например: серб. јабука — яблоко.

### Другие языки
Является 42-й и последней буквой казахского кириллического алфавита. Обозначает [ja], в латинском алфавите заменена сочетанием İa ia.

## Стилизация буквы под старину
Хотя Я и Ѧ — не разные буквы, а лишь исторически-шрифтовые варианты одного и того же знака, встречается Я-образный значок в «старославянском» стиле (часто в рекламе, на обложках книг по древнерусской истории и филологии и т. п.) вместо классического начертания Ѧ, которое было принято для подобных случаев в XIX веке.
Впрочем, стилизованное начертание иногда встречалось и до революции, см., например, трёхрублёвый государственный кредитный билет образца 1905 года.

## Стилизованное использование «Я» в латинице

«Я» вместо «R» в заголовке газеты The Sun: «Русская революция. Андрей Аршавин устроил резню голландцам»

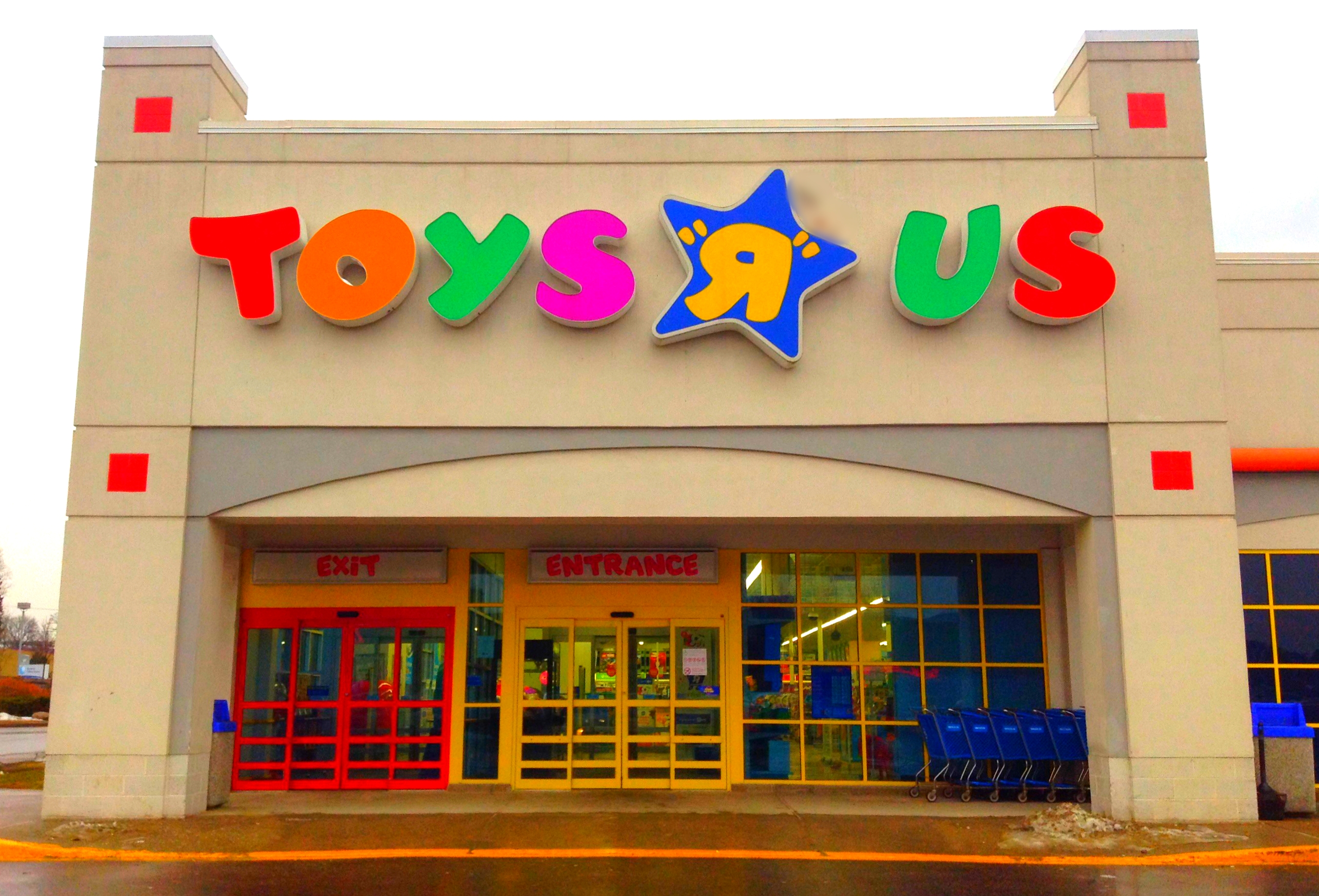
Перевёрнутое «R» на вывеске, стилизованной под детский почерк

Буква Я, выглядящая как зеркальное отражение латинской буквы R, наряду с И (похожей на отражение N) для носителя языков с латинской графикой представляет собой один из самых ярких элементов кириллицы. В рекламных текстах, заголовках, транспарантах и т. п., обыгрывающих русскую тематику, в текстах на латинице Я может заменять R (см. пример из газеты «The Sun»); это пример так называемой лжекириллицы. С другой стороны, перевёрнутое R выглядит как Я и в тех случаях, когда это просто перевёрнутое R без намёка на кириллицу.

## Таблица кодов
| Кодировка    | Регистр   | Десятич- ный код | 16-рич- ный код | Восьмерич- ный код | Двоичный код      |
| ------------ | --------- | ---------------- | --------------- | ------------------ | ----------------- |
| Юникод       | Прописная | 1071             | 042F            | 002057             | 00000100 00101111 |
| Юникод       | Строчная  | 1103             | 044F            | 002117             | 00000100 01001111 |
| ISO 8859-5   | Прописная | 207              | CF              | 317                | 11001111          |
| ISO 8859-5   | Строчная  | 239              | EF              | 357                | 11101111          |
| КОИ-8        | Прописная | 241              | F1              | 361                | 11110001          |
| КОИ-8        | Строчная  | 209              | D1              | 321                | 11010001          |
| Windows-1251 | Прописная | 223              | DF              | 337                | 11011111          |
| Windows-1251 | Строчная  | 255              | FF              | 377                | 11111111          |

В HTML прописную букву Я можно записать как &#1071; или &#x42F;, а строчную я — как &#1103; или &#x44F;.
Полууставные начертания: прописное Ѧ как &#1126; или &#x466, строчное ѧ — как &#1127; или &#x467;.